# ترانه‌ای برای باب دیلن
«ترانه‌ای برای باب دیلن» (انگلیسی: Song for Bob Dylan) ترانه‌ای از خواننده-ترانه‌سرای انگلستانی دیوید بویی است که در آلبوم رضایتمندانه (۱۹۷۱) قرار دارد. این ترانه به ادای احترام باب دیلن به وودی گاتری در ترانهٔ «ترانه‌ای برای وودی» اشاره دارد. دیلن ترانه‌اش را با «هی، هی، وودی گاتری، من برایت ترانه‌ای نوشتم» شروع می‌کند اما بویی دیلن را با نام تولدش خطاب می‌کند و می‌گوید «حالا این را بشنو، رابرت زیمرمن، من برایت ترانه‌ای نوشتم.» اشعار ترانه صراحتا دیلن را طوری خطاب می‌کند که دیگر چهرهٔ قهرمانانه‌ای برای موسیقی راک نیست و از او می‌خواهد که به اصول خود بازگردد و به نجات بی‌وفایان بیاید.
بویی در این ترانه صدای دیلن را «مانند شن و چسب» توصیف می‌کند که شبیه به توصیف جویس کارول اوتس هنگام شنیدن صدای دیلن است: «زمانی که ما برای اولین بار این صدای خام، بسیار جوان و ظاهراً بی‌تجربه را شنیدیم که رک و پوست کنده بود مثل اینکه کاغذ سنباده می‌تواند آواز بخواند، این اثر دراماتیک و شوک‌برانگیز بود.»